# پوستروننا
پوستروننا (به لهستانی:  Postronna) یک روستا در لهستان است که در گمینا کوپژونگتسا واقع شده‌است. پوستروننا ۲۸۳ نفر جمعیت دارد.